# Nasonovia houghtonensis
Nasonovia houghtonensis är en insektsart som först beskrevs av Troop 1906.  Nasonovia houghtonensis ingår i släktet Nasonovia och familjen långrörsbladlöss.

## Underarter
Arten delas in i följande underarter:
- N. h. houghtonensis
- N. h. cerei
- N. h. similis
- N. h. russellae
- N. h. occidentalis